# Christophe Fiatte
Christophe Fiatte (* 18. Mai 1967 in Dijon; † 23. Dezember 2015) war ein französischer Fußballspieler, der als Profi ausschließlich für die AS Red Star 93 spielte.

## Vereinskarriere
Fiatte stammte aus dem ostfranzösischen Dijon und spielte im Jugendalter bis 1986 für den dort beheimateten Amateurklub CL Dijon und wechselte von dort aus zum CS Alençon in den Westen des Landes. Mit diesem trat er in der vierthöchsten Spielklasse an, ehe ihm 1988 der Wechsel zum Drittligisten AS Red Star 93 aus Saint-Ouen am Stadtrand der Hauptstadt Paris gelang.
1989 erreichte der damals 22-Jährige mit seiner Mannschaft den Aufstieg in die zweite Liga, was dem Eintritt in den Profifußball gleichkam. In der Folge erlebte er seine erste Spielzeit als Profi, wobei der Abwehrspieler zumeist einen Stammplatz innehatte. In den nachfolgenden Jahren kämpfte er mit dem Red Star um den Klassenverbleib, welcher in der Saison 1992/93 durch die Verkleinerung der bisher zweigleisigen zweiten Liga auf eine Staffel besonders schwer zu erreichen war. Gerade in dieser Spielzeit erlebte die Mannschaft allerdings eine deutliche Steigerung und blieb sogar nur um einige Punkte hinter einem möglichen Aufstieg zurück. Auch in den nachfolgenden Jahren konnte sich die Mannschaft in der nun eingleisigen zweiten Liga stets in der oberen Tabellenhälfte halten, wenngleich der Aufstieg nie gelang. Fiatte wurde dabei regelmäßig aufgeboten, was sich erst in der Spielzeit 1997/98 änderte. Aufgrund von Herzproblemen konnte er kaum noch spielen und musste am Ende der Saison seine Laufbahn mit 31 Jahren beenden. Er war bis dahin auf 213 Zweitligapartien mit sechs eigenen Treffern für Red Star gekommen.
Seinem Verein aus Saint-Ouen blieb er über das Ende seiner Spielerlaufbahn hinaus treu und übernahm zunächst den Trainerposten bei der zweiten Mannschaft. Ab der Saison 2000/01 trainierte er gemeinsam mit Jean-Luc Girard die erste Elf des Red Star, welche mittlerweile nur noch drittklassig antrat. 2001 folgte sogar der Abstieg in die Viertklassigkeit und im darauffolgenden Jahr der erneute Abstieg in die fünfte Liga. Damit endete seine Zeit als Trainer bei dem finanziell angeschlagenen Klub. Fiatte starb 2015 im Alter von 48 Jahren, nachdem er einen Herzinfarkt erlitten und in der Folge für einige Tage im Koma gelegen hatte.